# Dark Water
Dark Water (bra Água Negra) é um filme de terror americano de 2005, dirigido pelo brasileiro Walter Salles com roteiro de Rafael Yglesias. Trata-se de uma refilmagem do filme japonês Honogurai Mizu no soko kara, de 2002, de Hideo Nakata, que por sua vez foi inspirado em um conto de terror de Koji Suzuki, mesmo autor da série Ringu (O Chamado).

## Elenco
- Jennifer Connelly ... Dahlia Williams
- John C. Reilly ... Sr. Murray
- Tim Roth ... Jeff Platzer
- Dougray Scott ... Kyle
- Ariel Gade ... Ceci
- Pete Postlethwaite ... Veeck
- Perla Haney-Jardine ... Natalia / Dahlia jovem
- Camryn Manheim ... "professora
- Matthew Lemche ... Steve
- Elina Löwensohn ... mãe de Dahlia
- Debra Monk ... professora de Dahlia